# 第1回ニューヨーク映画批評家協会賞
第1回ニューヨーク映画批評家協会賞は、1935年の優秀な映画に贈られた賞である。1936年1月2日に発表され、3月2日に贈られた。

## 受賞
- 主演男優賞：
  - チャールズ・ロートン - 戦艦バウンティ号の叛乱、人生は四十二から

- 主演女優賞：
  - グレタ・ガルボ - アンナ・カレニナ

- 監督賞：
  - ジョン・フォード - 男の敵

- 作品賞：
  - 男の敵